# 21646 Joshuaturner
21646 Joshuaturner este un asteroid din centura principală de asteroizi.

## Descriere
21646 Joshuaturner este un asteroid din centura principală de asteroizi. A fost descoperit pe 12 iulie 1999 la Socorro, New Mexico, în cadrul proiectului LINEAR. Asteroidul prezintă o orbită caracterizată de o semiaxă mare de 2,67 ua, o excentricitate de 0,16 și o înclinație de 13,1° în raport cu ecliptica.